# 星のカービィ 〜まんぷくプププファンタジー〜
『星のカービィ 〜まんぷくプププファンタジー〜』（ほしのカービィ まんぷくプププファンタジー）は、『月刊コロコロコミック』に連載されている武内いぶき作の日本の漫画である。
『月刊コロコロコミック』で10年間連載されていた谷口あさみ作の『星のカービィ! も〜れつプププアワー!』が2016年10月号で終了したことに伴い、翌月の2016年11月号から連載を開始した。同誌連載の『星のカービィシリーズ』としては3代目に当たる。
作画は前作『星のカービィ! も〜れつプププアワー!』と前々作『星のカービィ デデデでプププなものがたり』を意識したものが多く、作風はドタバタ感のあるストーリー展開となっている。基本的には一話完結。
2017年10月時点でマンガ「星のカービィ」シリーズの累計発行部数は1000万部を突破している。

## あらすじ
平和な国、プププランドの日常の中で、主にカービィが時々間の抜けたボケをしでかしそれにがすかさずデデデ大王が突っ込むというストーリーが基本。また、大長編などで少々映画のようなストーリーもある。

## 登場キャラクター

### メインキャラクター
カービィ
本作の主人公。前々作に近い感じに描かれているが、体が円形になっている描写が多めで、口がω形、あるいは波打っているのが特徴。一人称は「ぼく」で、語尾に「ピポ」をつける。
デデデ大王の挑発に乗って意地を張って勝負することが多いが、デデデを気遣ったり一緒に遊ぶなど基本的に仲がいい。一方で、周囲の迷惑や苦労を一切考慮しない理不尽な行動や言動を平気で取る事も多々ある（その際デデデや他のゲストキャラに「鬼（あるいは悪魔）か！？」「なんてヤツ…」とつっこまれる）。コピー能力は物質や物体を吸い込まずに変身する、という前作を意識したスタンスとなっている。ゲーム版とは違い、水中では呼吸できないらしい。フラン・キッスに「無知か！」と思われるのも無理がないくらい常識がなく、それも意地を張って認めようとせず、その度にデデデ達の世話を焼くことが多い。また、コピー能力・ミラーで出した分身をこき使うことが多く彼らから反発を喰らうこともある。食べ物に関しては、食べ物の難読漢字を読めたり書けたりでき、それでデデデ大王を助けたりすることもある。好き嫌いはいつも食べ物を残さず食べるなどほぼ無いようだが、ピーマンは苦手な模様。原作通りのかなりの大食らいで、マルクが作ったデデデ城の地下にある迷宮（本人曰く「ひみつきち」）の食べ物の罠を全て平らげるほど。また、一度に多くの食べ物を食べて一時的に体が肥大化してもすぐに元に戻ったりと太ることはほとんどないが、第64話ではダイエットのためとはいえデデデ大王の食事を毎回横取りしたりといつも以上（？）に食べ続けた結果ダイエットしないと痩せないほどに太ったことがある。
デデデ大王
プププランドの大王で、このマンガのつっこみ役。前作と前々作よりもギャグテイストの強い風貌で描かれている。語尾に「じゃい」をつけることが多い。一人称は前作同様「わがはい」。カービィによって散々な目に遭うことが多いが、たまにとんでもないボケをしでかしたり、カービィを挑発して喧嘩することもある。しかし、時にはカービィと協力して困難を乗り越えようとすることもある。
大王自ら買い物に行ったり、就寝時も掛布団など王様らしからぬ生活をしている描写が多い。部下もワドルディ以外一度しか登場しておらず、作中で何回か城が爆発するが巻き込まれた様子も見られない。城の中ではぐうたらしていることも多くたまにワドルディに注意される。運動神経はいい方で、縄跳びは二重跳びや交差飛びを披露したり、大縄跳びでは（途中から一人で飛んでいたが）連続で1000億回以上跳んだ。しかし、頭はカービィ曰く「あまり良くない」らしく計算や漢字を間違えることもあり（そもそも漢字を書いたり計算したりするシーンすらほとんどないが）そのせいで夏休みもカービィと同様に宿題をする羽目になった。
カービィが何かをしでかすと自分も巻き添えで怒られたり、カービィに対してのしっぺ返しを喰らうこともある。
ワドルディ
デデデ大王の部下でこのマンガのつっこみ役でもある。主にバンダナをつけた個体が登場しているが、通常の個体も多数存在する。一人称は「わたし」で、ですます口調の敬語で喋る。カービィ達の行動を心配することが多いが次第に気にしなくなった。
結構厳しいところがありデデデ大王達に掃除を呼びかけたり、カービィ達の好き嫌いを咎めて罰を与えようとしたり、ひいてはカービィ達が図書館で騒いだ際は痺れを切らして槍で顔を潰したりすることも。

### サブキャラクター
バウファイター
カービィの友達。前作と比べて性格が正反対になっている。4巻では彼の家が登場した。1巻〜10巻まで人物紹介の欄に登場したが、11巻からは、人物紹介の欄から消えていた。
ペイントローラー
同じくカービィの友達。1巻、2巻にかけてはほとんどの回で登場していたが、スターアライズ編以降出番が激減し、2巻以降人物紹介の欄から消えたが、4～7巻・9〜13巻はたまに登場することもある。8巻では、再び、人物紹介の欄から登場した。また、第84話に全体的に登場し、大いに活躍した。全体的にはバウファイターと共に登場することが多い。
メタナイト
第42話に登場。カービィのコピー能力を奪おうとしたが失敗し、その後は改心している様子で、4巻・11巻〜13巻に人物紹介の欄から登場し、サ　ブキャラクター的な存在になった。
エフィリン
　『ディスカバリー』編のメインキャラ。原作の心優しいイメージは残しつつも、カービィが自由奔放過ぎる為、度々顔芸を披露してつっこみを入れ　　る。また、ある時にワドルディと同じ気持ちになることもある。9巻〜13巻では、人物紹介の欄に登場した。
マホロア
第33話でバイキングの店員（スイーツ担当）として初登場し、66話にもタランザと共に少しだけ登場。コミカライズ版のマホロアの多くは原作同様悪人だが、本作では平和そうな職業に就いているが、それでも、悪いことはやっている。変な施設を作るのが得意。『Wiiデラックス』編で再登場。「ローアが墜落してポップスターに不時着したが、実はハルカンドラの秘宝・マスタークラウンを狙っている」という設定は原作と同じだが、カービィは全く役に立たなかったため自力でローアを修理している。計画書を落としてしまったことでカービィに本性を知られてしまうが、スーパー能力を得たカービィが「自分達は友達」と言い続けたことで否定する気力も無くなり敗北。激戦でマスタークラウンもローアも失い泣き叫ぶが、それでもカービィはマホロアのことを友達だと見なしたことで和解した。以降はマホロアランドの支配人に就任、ポジションになった。以後は、マホロア動物園を作った。11巻〜13巻では、メタナイト・エフィリンと共に、人物紹介の欄に登場した。
マルク
第78話で初登場し、本作ではカービィの幼馴染という設定であり、おそらく本作で最も原作との印象が違うキャラ。第84話でワープホールを作れることが判明したが、第117話でワープホールから帰ることが判明したのである。

### 準レギュラーor主なゲストキャラクター
ウィスピーウッズ
第1話で初登場。ウィスピーウッズの森に生息し、本人以外にも別個体が沢山いる様子。また、0巻にあるカービィと大王に出会った時の話のときにも登場した。
コックカワサキ
第3話で「ピポゼリアの店長」として初登場（見た目が瓜二つ）。
バーニンレオ
『スターアライズ』編でバウファイターやペイントローラーに代わってメインを張る。『コロコロ』で『スターアライズ』の新システムに関する情報を得ている。他のメンバーと共にカービィのせいで過酷な旅をさせられ、最後にはマッチョになっていた。
チリー
第22話で初登場。カービィ達の為に自己犠牲を繰り返す（その度に復活する(本人曰く「雪だるまだから」)）が、それが必要で無い時も自ら犠牲になろうとする。無駄にポジティブな性格。そのポジティブさに負けたカービィ達が正式に仲間に入れようとするも、失敗し帰らされた。
フラン・キッス
第20話で登場。デデデ大王とバーニンレオを一時的に脱落させるも（これもカービィのせいで）、敗北する（正確に言えばカービィ一行中の猛烈なケンカでジャマハルダを破壊され降参した）。
三魔官の中では彼女単独で登場し、フラン・ルージュとザン・パルルティザーヌは未登場。
ハイネス
第23話で初登場。原作と異なり、最初から第2形態の素顔を晒している。
エンデ・ニル
第23話で初登場。『スターアライズ』編のラストボス。第1形態のみの登場。ハイネスに召喚されたのだが、カービィのせいで過酷になった道中を乗り越えムキムキになったデデデ大王・バーニンレオ・ワドルディから1回ずつ殴られただけで5本あるHPゲージのほとんどを削られてしまう。最終的に誰がトドメを差すかで喧嘩を始めたカービィ一行に巻き込まれ、いつの間にか倒されていた。
後に第117話でマホロアランドのパレードの一員として再登場した。
タランザ
第33話でバイキングの店員（寿司担当）として初登場。
秘書スージー
第33話でバイキングの店員（ステーキショー担当）。

## 書誌情報
- 武内いぶき 『星のカービィ 〜まんぷくプププファンタジー〜』 小学館〈てんとう虫コミックス〉、既刊13巻（2025年2月27日現在）
  1. 2017年10月27日発売[5]、ISBN 978-4-09-142500-3
  2. 2018年5月28日発売[6]、ISBN 978-4-09-142659-8
  3. 2019年1月25日発売[7]、ISBN 978-4-09-142850-9
  4. 2019年5月28日発売[8]、ISBN 978-4-09-143023-6
  5. 2020年1月17日発売[9]、ISBN 978-4-09-143138-7
  6. 2020年8月28日発売[10]、ISBN 978-4-09-143220-9
  7. 2021年5月28日発売[11]、ISBN 978-4-09-143288-9
  8. 2022年2月28日発売[12]、ISBN 978-4-09-143288-9
  9. 2022年8月26日発売[13]、ISBN 978-4-09-143541-5
  10. 2023年2月28日発売[14]、ISBN 978-4-09-143582-8
  11. 2023年7月28日発売[15]、ISBN 978-4-09-143630-6
  12. 2024年3月28日発売[16]、ISBN 978-4-09-143699-3
  13. 2025年2月27日発売[17]、ISBN 978-4-09-154002-7
- 武内いぶき 『星のカービィ 〜まんぷくプププファンタジー〜 0巻』 小学館〈てんとう虫コミックス〉、2025年4月28日発売[18]、ISBN 978-4-09-154033-1